# Phacellaria caulescens
Phacellaria caulescens är en tvåhjärtbladig växtart som beskrevs av Collett & Hemsl.. Phacellaria caulescens ingår i släktet Phacellaria och familjen Amphorogynaceae. Inga underarter finns listade i Catalogue of Life.